# Милас
Милас (на гръцки: Μυλαί) е името на град на пераебите в Антична Тесалия. Един от градовете на Хестиеотида.
Влиза в хрониките през 171 г. пр.н.е. по време на Третата македонска война, заедно със съседните Киретис и Фалана на река Пеней, заради отказа си да се предадат на армията на Персей Македонски. След обсада и трите града се предават на македоните на четвъртия ден от нея, но гражданите им са обърнати в роби. 
Тези три града, заедно с триполиса („ΤΡΙΠΟΛΙΤΑΝ“) на север на Олимп (състоящ се от Питион, Азорос и Долис), са градове в Пераебия - страна простираща се в античността в Северна Тесалия.
Град Милас се намира северно от днешното село Влахогини.